# Donald McKenzie (Entdecker)

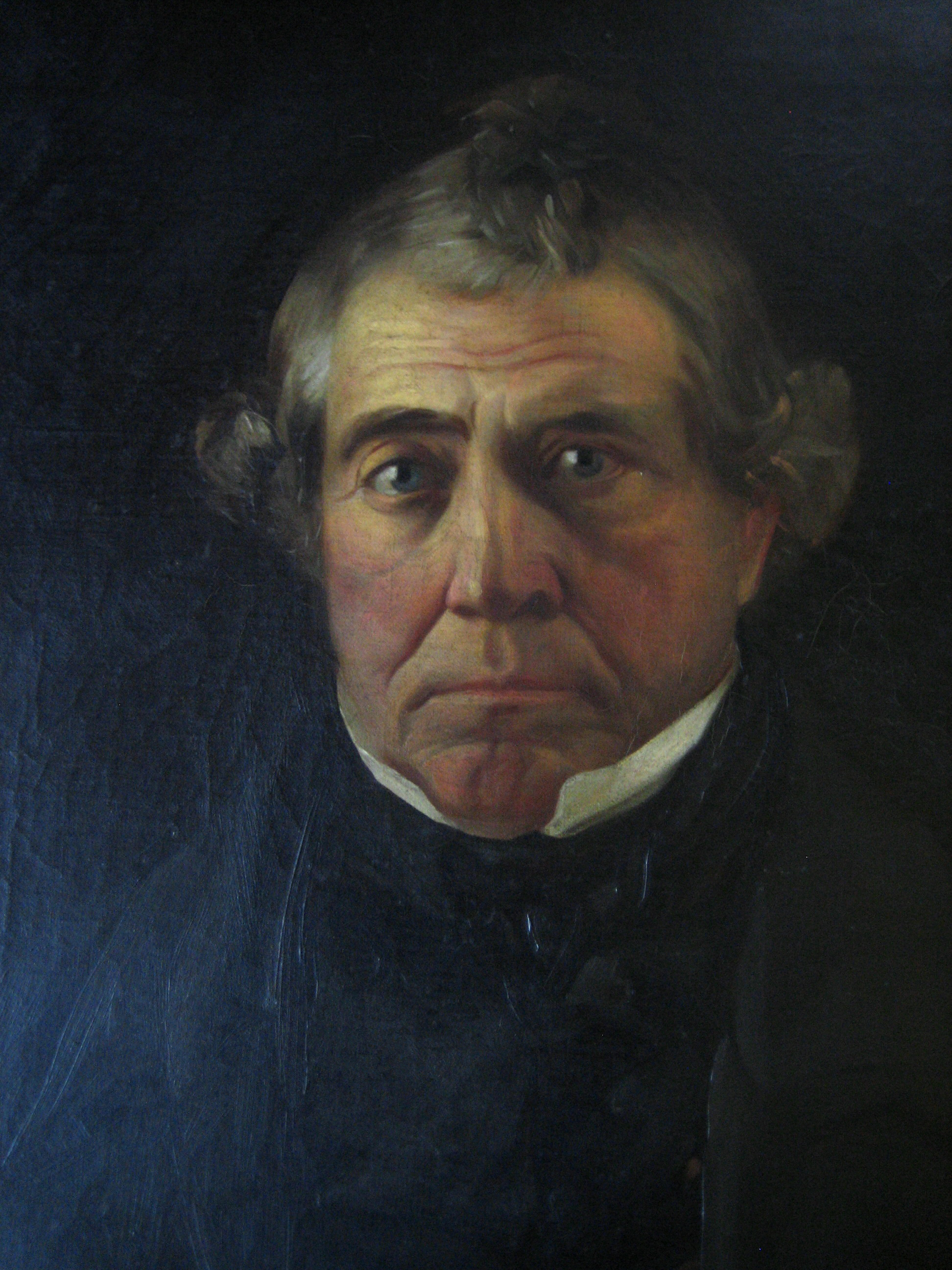
Donald McKenzie

Donald McKenzie (* 16. Juni 1783 in Durness, Schottland, Königreich Großbritannien; † 20. Januar 1851 in Mayville, New York, USA) war ein in Schottland geborener kanadischer Entdecker, Pelzhändler und von 1825 bis 1834 Gouverneur der Red-River-Kolonie.

## Biografie
Der 1783 in Schottland geborene McKenzie wanderte um 1800 nach Kanada aus. Er und drei seiner Brüder wurden im Pelzhandel tätig und arbeiteten für die North West Company (NWC). 1810 verließ er die North West Company, um Partner der Pacific Fur Company (PFC) zu werden, die ausschließlich von Johann Jakob Astor finanziert wurde.

### Pacific Fur Company
McKenzie reiste 1810 mit einer PFC-Expedition von St. Louis, Missouri, in den pazifischen Nordwesten. Die Expedition teilte sich nach einer schwierigen Reise im Süden von Idaho. McKenzies Gruppe von zwölf Männern wandte sich nach Norden und entdeckte schließlich den Salmon River sowie den Clearwater River. Sie fuhren mit Kanus den unteren Snake River und den Columbia River hinunter und erreichten am 18. Januar 1812 Fort Astoria; sie waren die ersten PFC-Mitarbeiter, die diesen Außenposten über Land erreichten.
McKenzie verbrachte zwei Jahre damit, für die PFC im Willamette Valley, entlang des Columbia River, in Ost-Washington sowie in Nord- und Zentral-Idaho zu forschen und Handel zu treiben. Als die PFC 1813 ihre Vermögenswerte und Stationen an die North West Company verkaufte, wurde McKenzie beauftragt, alle wichtigen Papiere nach Osten zu transportieren, was er 1814 tat.

### Fort Nez Percé
Nach kurzer Zeit arbeitete McKenzie wieder für die North West Company und kehrte 1816 in die Region am Columbia River zurück. 1818 errichteten er und Alexander Ross den Handelsposten Fort Nez Percé in der Nähe des Zusammenflusses von Columbia und Walla Walla River.

### Gouverneur der Red-River-Kolonie
Nach der Fusion der North West Company und der Hudson’s Bay Company (HBC) im Jahr 1821 machte McKenzie Karriere in der HBC und wurde schließlich 1825 zum Gouverneur der Red-River-Kolonie ernannt. Er verließ den pazifischen Nordwesten und zog für ein Jahrzehnt nach Fort Garry, wo er sein Amt als Gouverneur ausübte. Das Gebiet der Red-River-Kolonie erstreckte sich weit über die heutigen kanadischen Provinzen Manitoba, Saskatchewan und Alberta bis in den nördlichen mittleren Westen der Vereinigten Staaten.

### Spätere Jahre und Nachwirkung
1835 ging Donald McKenzie in den Ruhestand und zog nach Mayville (New York), wo er bis zu seinem Tod lebte. Er starb 1851 in Mayville. Der McKenzie Pass und der McKenzie River in Oregon sind nach ihm benannt.